# Apogonia glabra
Apogonia glabra är en skalbaggsart som beskrevs av Moser 1913. Apogonia glabra ingår i släktet Apogonia och familjen Melolonthidae. Inga underarter finns listade i Catalogue of Life.